# Arimaa
Arimaa és un joc de taula abstracte per torns per a dos jugadors que pot jugar-se amb el mateix material, tauler i peces que els escacs. Arimaa ha provat fins ara, ser més difícil de jugar que els escacs, per a jugadors amb intel·ligència artificial (ordinadors).

## Història
Arimaa va ser inventat per Omar Syed, un enginyer en computació especialitzat en intel·ligència artificial. Syed es va inspirar en la famosa derrota de Garri Kaspàrov a mans de l'ordinador d'escacs Deep Blue, per dissenyar un joc nou que pogués ser jugat amb les mateixes peces que els escacs, que fos difícil que un ordinador hi jugués bé, però que tingués regles tan fàcils i simples com perquè el seu fill de quatre anys, Aamir, les entengués. L'origen del nom "Arimaa", ve de "Aamir" escrit a l'inrevés més una "a" inicial.
El 2002, Syed publicar les regles per Arimaa i va anunciar un premi de 10.000 USD, disponible anualment fins a l'any 2020, per al desenvolupador, grup o corporació que creés el primer programa d'ordinador (executant-se en maquinari barat i de fàcil obtenció) que fos capaç de vèncer un jugador d'alt nivell en un matx a sis o més partides. En Syed també va obtenir una patent sobre les regles d'Arimaa, i va aconseguir que "Arimaa" fos una marca registrada sota el seu nom.